# Belváros-Lipótváros
Belváros-Lipótváros es el 5.º (V) distrito de Budapest, capital de Hungría. El distrito se encuentra en el corazón de Budapest y es el centro político, financiero, comercial y turístico de Hungría.

## Ubicación
El nombre del distrito es Belváros-Lipótváros, que se refiere a los dos barrios históricos que se encuentran en el distrito; Belváros («Centro ciudad») y Lipótváros («Ciudad Leopoldo»). Belváros es la ciudad antigua de Pest, mientras que Lipótváros se estableció a principios del siglo XIX y se convirtió en el centro político y financiero de Hungría a principios del siglo XX cuando se construyó el Parlamento húngaro. Los dos barrios fueron originalmente los distritos 4.º y 5.º de Budapest hasta 1950, cuando los dos distritos se fusionaron y se asignó el número IV a Újpest («Nuevo Pest»).
Hoy existe una definición más amplia coexistente de «ciudad interior» (con letras minúsculas) que incluye todo el distrito V y algunas partes del distrito VI, distrito VII, distrito VIII, distrito IX y distrito XIII, y en ocasiones incluso algunas partes del lado de Buda, sin embargo, esta definición más amplia es sólo coloquial.
La razón por la que «ciudad interior» o «centro ciudad» no es el primer distrito, es que hasta 1873, Buda fue la capital de Hungría, por lo que fue obvio comenzar la numeración en el distrito del Castillo de Buda. Los distritos en el lado de Pest recibieron números de IV a X.

## Monumentos
Belváros
- Iglesia parroquial de la ciudad interior
- Calle Váci
- Iglesia evangelista en la plaza Ferenc Deák

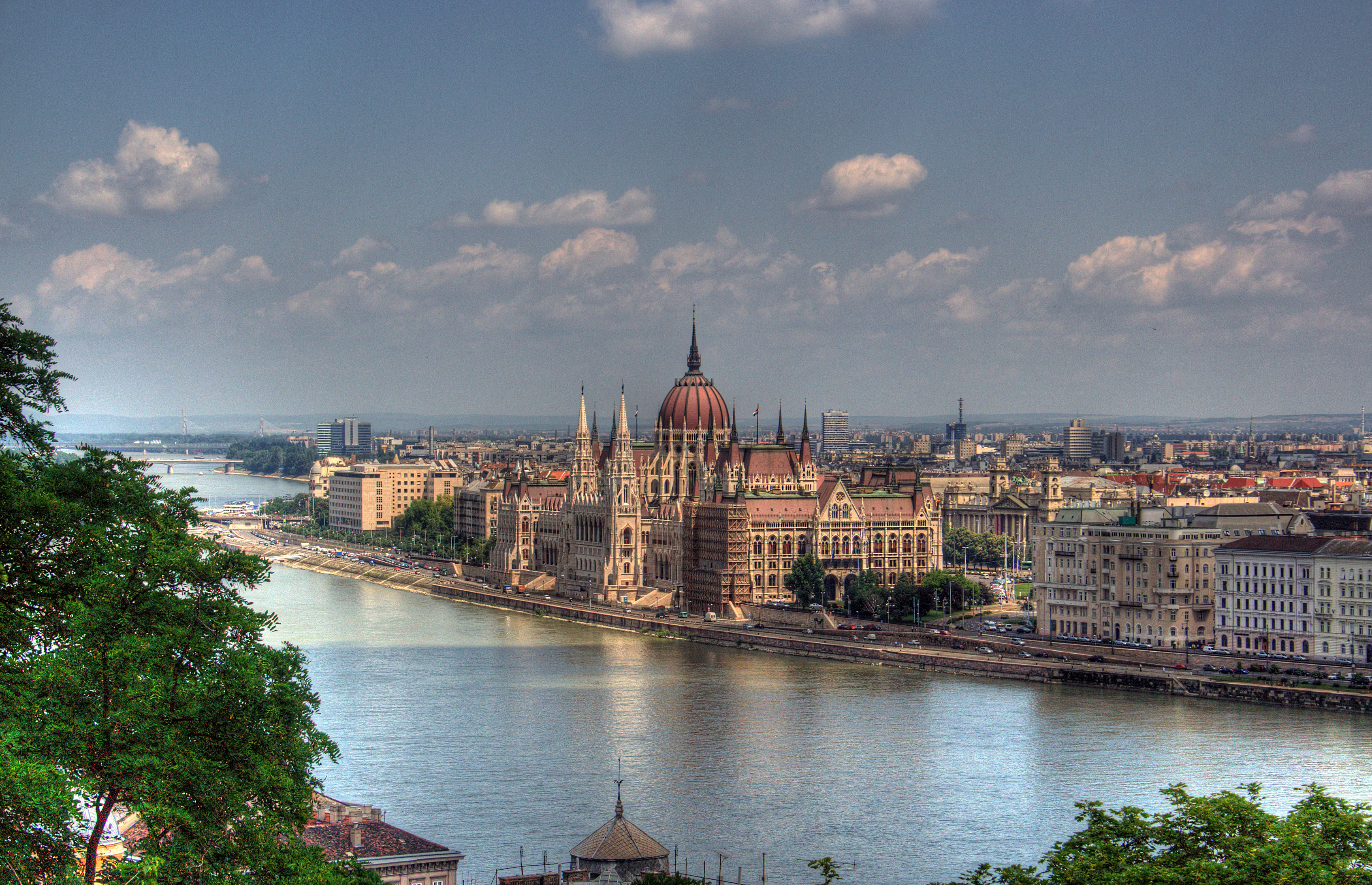

- Pilvax Café
- Puente Isabel

Lipótváros
- Parlamento de Budapest
- Basílica de San Esteban
- Academia Húngara de Ciencias
- Puente de las Cadenas
- Palacio Gresham
- Sala de conciertos Vigadó
- Plaza de la Libertad
- Embajada de Estados Unidos
- Corte Suprema
- Ministerio de Educación
- Ministerio de Juventud
- Museo Etnográfico de Hungría

## Informaciones
- https://www.budapestinfo.hu/es/turismo-urbano

- Datos: Q1042732
- Multimedia: Budapest District V / Q1042732